# Chālid Muhyī ad-Dīn

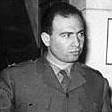
Chālid Muhyī ad-Dīn

Chālid Muhyī ad-Dīn (arabisch خالد محيي الدين, DMG Ḫālid Muḥyī ad-Dīn; * 17. August 1922 in Kafr Schukr, Königreich Ägypten; † 6. Mai 2018 Kairo, Ägypten) war ein ägyptischer Revolutionär, Politiker und Militäroffizier. Er gehörte der Bewegung der Freien Offiziere an und war an der Entmachtung von König Fārūq beteiligt, was zur ägyptischen Revolution von 1952 und zur Gründung der Republik Ägypten führte.
Während der gesamten Amtszeit von Dschamāl ʿAbd an-Nāsir spielte Chālid Muhyī ad-Dīn eine bedeutende Rolle in Politik und Medien, obwohl es zwischen den beiden auch mehrfach zu Streitigkeiten kam. Muhyī ad-Dīn war ein offener Kritiker und eines der wenigen inneren Kreismitglieder der ägyptischen Revolutionäre, die in der Lage waren, leidenschaftliche Meinungsverschiedenheiten mit Nasser auszutragen und dennoch seinen Respekt und seine Bewunderung zu erhalten. Mit dem Beginn der Präsidentschaft von Anwar as-Sādāt nahm sein politischer Einfluss ab. Im Jahr 1976 war er Mitbegründer der National-Progressiven Unionistischen Sammlungspartei (Tadschammuʿ; arabisch تجمع), einer linken politischen Partei.
Während der Herrschaft von Husnī Mubārak entwickelte sich Tadschammʿu unter der Führung von Muhyī ad-Dīn zu einer bedeutenden Oppositionskraft.

## Frühes Leben
Muhyī ad-Dīn wurde 1922 in Kafr Schukr (Qalyūbīya) in Unterägypten geboren. Seine Familie war wohlhabend und besaß großen Landbesitz im Nildelta. Im Jahr 1940 absolvierte er die ägyptische Militärakademie und diente anschließend als Kavallerieoffizier. Während seiner Zeit an der Militärakademie freundete er sich 1942 mit Dschamāl ʿAbd an-Nāsir an. Von 1943 bis 1944 schloss er sich der Bewegung der Freien Offiziere an und war eines der zehn Gründungsmitglieder. Auch sein Cousin Zakariyā gehörte zu dieser Gruppe.
Im Jahr 1951 erwarb er seinen Bachelor-Abschluss in Handel an der Universität Kairo, die zu dieser Zeit als Fu'ād-Universität bekannt war. Während dieser Zeit entwickelte er Interesse am Marxismus. Obwohl er Verbindungen zur kommunistisch orientierten Demokratischen Bewegung für die nationale Befreiung hatte, entschied sich Muhyī ad-Dīn nicht, der Organisation formell beizutreten.

## Politisches Leben unter Nāsir
Im Frühjahr 1952 entwickelten die Freien Offiziere unter der Leitung von Muhyī ad-Dīn ein operatives Kommando, um König Fārūq abzusetzen. In dieser Mission hatte er die Verantwortung für das Panzerkorps. Am 23. Juli führte er seine bewaffneten Einheiten durch Kairo, und der Staatsstreich wurde erfolgreich durchgeführt. Gemeinsam mit Nāsir verfasste er die erste Proklamation der „Revolution“, die im Kairoer Radio verlesen wurde. Muhyī ad-Dīn nahm an der feierlichen Verabschiedung des Königs teil und berichtete später, dass Fārūq den anwesenden Offizieren gegenüber erwähnte, er habe „darüber nachgedacht, dasselbe zu tun wie sie“.

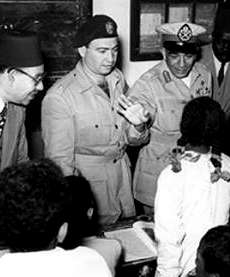
Muhyī ad-Dīn spricht zu Mitgliedern des Ägyptischen Revolutionären Kommandorats, 1954

Nach der Ernennung von Muhammad Nadschīb zum Präsidenten wurde Muhyī ad-Dīn Mitglied des ägyptischen Revolutionären Kommandorats (RKR). Im Februar 1954, als Nāsir-treue Armeeoffiziere Nadschīb entführten, traf Muhyī ad-Dīn eine überraschende Entscheidung und ordnete die sofortige Freilassung Nadschībs an, der dieser Anweisung Folge leistete. Er begründete diese Maßnahme damit, dass er der Meinung war, Ägypten könne ohne Nadschīb nicht von Nāsir und den Freien Offizieren regiert werden. Als Reaktion darauf entließ Nāsir, der zu dieser Zeit Premierminister war, alle Offiziere, die ihm treu ergeben waren.
Auf Anraten seines Cousins und RKR-Mitglieds Zakariyā Muhyī ad-Dīn entschied sich Chālid dazu, für einige Tage zu verschwinden, nachdem ein Protest stattgefunden hatte. Am 5. März kehrte er nach Kairo zurück. Die Mitglieder des RKR, einschließlich Muhyī ad-Dīn, stimmten überein, dass er im Rahmen einer Handelsmission nach Europa geschickt werden sollte. Es wird berichtet, dass sein Abschied von Nāsir zwar nüchtern war, aber nicht ohne „geteiltes Leid“. Das ägyptische Regime ernannte ihn zum Vertreter des RKR im Ausland und vermittelte den Eindruck, dass sein informelles Exil nur vorübergehend sei.
Nach der offiziellen Übernahme der Präsidentschaft durch Nāsir und dem Ende der Sueskrise im Jahr 1956 kehrte Muhyī ad-Dīn nach Ägypten zurück und spielte eine führende Rolle in der Regierung. Er wurde beauftragt, die von ihm gegründete Abendzeitung al-Masā' zu leiten, und war auch deren Herausgeber. Ein Jahr später trat er dem Zentralkomitee der Nationalen Union bei und wurde als Mitglied in die Nationalversammlung gewählt.
Muhyī ad-Dīn wurde von Nāsir als eine von vier Personen ernannt, um die erste Konferenz der Organisation für die Solidarität der afro-asiatischen Völker in den Jahren 1957–1958 vorzubereiten. Später übernahm er den Vorsitz des ägyptischen Friedensrates und wurde 1958 Mitglied des Präsidialrates des Weltfriedensrates.
Am 8. März 1959 brach in Mossul, im Irak, ein arabisch-nationalistischer Aufstand aus, der darauf abzielte, den nāsirfeindlichen und prokommunistischen Präsidenten ʿAbd al-Karīm Qāsim zu stürzen. Als der Aufstand niedergeschlagen wurde, verstärkten sich Nāsirs antikommunistische Gefühle anscheinend noch weiter, und er beschuldigte Muhyī ad-Dīn, Qāsim zu unterstützen. Daraufhin wurde Muhyī ad-Dīn am 13. März zusammen mit zwölf weiteren Redakteuren von al-Masā' von Nāsir entlassen. Kurz darauf wurde Muhyī ad-Dīn verhaftet und blieb bis Ende 1960 inhaftiert.
Im Jahr 1964 wurde er zum Vorstandsvorsitzenden von Achbār al-Yaum ernannt. Im April 1965, als Nāsir innenpolitisch eine eher pro-sowjetische Haltung einnahm, wurde Muhyī ad-Dīn zum Sekretär des Presseausschusses der Arabischen Sozialistischen Union (ASU) ernannt. Zu dieser Zeit hatte er auch den Vorsitz des Komitees für den Assuan-Hochdamm inne und erhielt 1970 den Lenin-Friedenspreis.

## Späteres Leben
Aufgrund seiner politischen Aktivitäten wurde Muhyī ad-Dīn während der Korrektiven Revolution, die 1971 von Anwar as-Sādāt initiiert wurde, für zwei Monate inhaftiert. Innerhalb der Arabischen Sozialistischen Union (ASU) übernahmen er und Kamāl ad-Dīn Rifʿat bald die Führung der linken Plattform, die sich 1976 zur National-Progressiven Unionistischen Sammlungspartei, auch bekannt als „Tadschammuʿ (arabisch تجمع)“, entwickelte. Muhyī ad-Dīn war einer der drei Delegierten der Partei, die im selben Jahr in die Volksversammlung gewählt wurden.
Muhyī ad-Dīn geriet in Verdacht, die Brotunruhen von 1977 in Ägypten angefacht zu haben, was zu Untersuchungen der Regierungsbehörden führte. Im Jahr 1978 gründete und leitete er das Presseorgan seiner Partei, al-Ahālī. Im darauffolgenden Jahr wurde er wegen „staatsfeindlicher Aktivitäten“ angeklagt, jedoch nicht vor Gericht gestellt. Aufgrund seiner früheren Mitgliedschaft im RKR wurde Muhyī ad-Dīn von Verhaftungen verschont, als Präsident Sādāt im Jahr 1981 andere Dissidenten inhaftierte.
Muhyī ad-Dīn setzte seine politische Tätigkeit fort und wurde als Teil der „loyalen Opposition“ gegen Präsident Husnī Mubārak angesehen. Nach drei vorherigen Niederlagen gewann er im Jahr 1990 schließlich einen Sitz im Parlament.
Im Oktober 2005 gab sein Neffe, der Investitionsminister Mahmūd Muhyī ad-Dīn, bekannt, dass er seine Kandidatur im Wahlbezirk Kafr asch-Schukr aufgibt und zugunsten von Chālid Muhyī ad-Dīn zurücktritt, der jedoch bei der Wahl nicht erfolgreich war. Nach dem Tod seines Cousins Zakariyā Muhyī ad-Dīn im Jahr 2012 war Chālid Muhyī ad-Dīn der letzte überlebende Teilnehmer des Rates der Freien Offiziere, der die Revolution von 1952 angeführt hatte.
Chālid Muhyī ad-Dīn verstarb am 6. Mai 2018 im Alter von 95 Jahren in einem Krankenhaus im Kairoer Stadtteil al-Maʿādī.